# Битва на реке Орбьё
Битва на реке Орбьё — сражение между арабскими и франкскими войсками, произошедшее в 793 году во время вторжения армии Кордовского эмирата на территорию Франкского королевства.

## Предыстория
В 785 году жители Жироны восстали против правления арабов и перешли под власть франков. Септимания и юг Пиренеев попали под власть франков. Так как его владычество на севере Испании оказалось под угрозой, Кордовский эмир Хишам I решил начать в 793 году военный поход. Ко времени арабского вторжения франкский король Карл Великий был занят борьбой с саксами, а его сын Людовик был в Италии, поэтому борьбу против арабов возглавил маркграф Септимании Гильом Желонский.

## Ход сражения
Большая арабская армия под руководством Абдул Малика достигла стен Нарбонны, где сожгла предместья, захватила в плен множество людей и награбила богатую добычу. После этого она повернули на запад и направилась по римской дороге в сторону Каркасона. 
Узнав об этом, маркграф Гильом выступил со своими франкским и аквитанским контингентами навстречу арабским войскам. Обе стороны встретились на реке Орбьё. Сражение произошло либо 28 марта, либо летом 793 года. 
Несмотря на свое выгодное положение и то, что сам Гильом храбро сражался, битва закончилась поражением франков из-за превосходства в численности противника и преждевременного отступления многих отрядов вассалов. Франки бежали в сторону Каркассона.

## Результаты
Арабы, однако, не продолжили свой поход из-за больших потерь. Удовлетворившись захваченной добычей, они вернулись в Испанию. Карл Великий, так как был занят борьбой с саксами, не смог организовать ответный поход, чтобы наказать Хишама. Только через пять лет начались вторжения франков на земли Кордовского эмирата.